# Welwitschiaceae
De Welwitschiaceae is, naast de Ephedraceae en de Gnetaceae, een naaktzadige familie in de orde van de Gnetales.
De familie Welwitschiaceae is monotypisch: er is slechts één geslacht met maar één soort: Welwitschia mirabilis. Het is de enige vertegenwoordiger van het geslacht Welwitschia. Deze plant komt voor in de kuststreken van Angola en Namibië, en is vernoemd naar de Oostenrijkse arts en botanicus Friedrich Welwitsch.